# Birgit Brüel
Birgit Thora Marie-Louise Brüel f. Thielemann (født 6. oktober 1927 i København, død 23. februar 1996 i Gentofte) var en dansk sanger og skuespiller.
Hun blev kendt som en af de første sangere inden for moderne jazz, da hun sang med Max Brüels kvartet. I begyndelsen af sangkarrieren gik hun samtidig på Det kongelige Teaters elevskole, men stoppede her efter et år. Hun var ofte i radio og tv og indspillede nogle singleplader både som solist og i ensemblet "Pigerne", der foruden hende bestod af Inge Østergaard og søstrene Grete og Tove Kemp. Yderligere et par LP'er kom i 1970'erne.
Selv om Birgit Brüel ikke gennemførte sin skuespilleruddannelse, fik hun alligevel en del roller på såvel teater som film. Hun kombinerede ofte de to karrierer, så hun spillede roller, der indebar, at hun sang, f.eks. i revyer og musicals.
Hun blev gift med Max Brüel i 1951, og de fik sammen tvillingerne Sanne (1952-2011) og Rebecca (1952-2024), inden ægteskabet blev opløst i 1962.
Tidligere havde hun været gift med Irving Karl Gunsted i perioden 1946-49, med hvem hun fik datteren Michaela (1947).
I 1965 vandt hun Dansk Melodi Grand Prix med en sang af Jørgen Jersild og Poul Henningsen, For din skyld, som blev nr. syv ved den internationale Eurovision Song Contest.

## Filmografi
- Far til fire (1953)
- Far til fire i sneen (1954)
- En sømand går i land (1954)
- Pigen i søgelyset (1959)
- Weekend (1962)
- To (1964)
- Der var engang en krig (1966)
- I den grønne skov (1968)
- Det kære legetøj (1968)
- Jeg elsker blåt (1968)
- Et døgn med Ilse (1971)
- Kære Irene (1971)
- Med kærlig hilsen (1971)
- Man sku' være noget ved musikken (1972)
- Ta' det som en mand, frue (1975)
- Normannerne (1976)
- Familien Gyldenkål vinder valget (1977)
- Trællene (1978)
- Johnny Larsen (1979)
- Skal vi danse først? (1979)
- Trællenes oprør (1979)
- Trællenes børn (1980)
- Glashjertet (1988)
- Smukke dreng (1993)